# Marozia
Marozia (892-955), noble romana también conocida como Mariozza, era hija de Teodora (hermana de Adalberto de Toscana) y del senador romano Teofilacto I, aunque otras fuentes afirman que su verdadero padre fue el papa Juan X.
Fue una de las mujeres más influyentes de su época desde que, en 907, con 15 años se convirtió en la amante del papa Sergio III y pasó a dominar la política papal durante un periodo de unos veinticinco años que ha pasado a la historia con el nombre de pornocracia. En dicho periodo influyó en la elección de hasta seis papas y ordenó la muerte de algunos de ellos.

## Pornocracia
Marozia contrajo matrimonio en tres ocasiones con altos personajes de la nobleza.
Su primer marido, Alberico I el Mayor, marqués de Camerino y duque de Spoleto, quien le llevaba 22 años, la desposó en el año 909 cuando estaba embarazada de la relación que mantenía con el papa Sergio III. El hijo que nacería en 910 fue legitimado por Alberico y se convertiría en el futuro papa Juan XI. Tras la muerte de Sergio III en 911, de este primer matrimonio nacería, hacia 912, Alberico II que jugará un papel protagonista en la futura caída de su madre y, posteriormente, al menos 3 hijos más. En 914 su madre Teodora la Mayor hace papa a Juan X, un viejo amante, tras lo cual muere en 916. Si bien en 915 Juan X y Alberico I lucharon unidos en una Liga Cristiana para expulsar a los sarracenos de Italia en la Batalla de Garigliano, este rechazó las intrusiones de Marozia y Alberico I, los cuales en 924, al intentar hacerse con el poder absoluto de Roma se enfrentaron al papa; pero al fracasar, Alberico fue expulsado a sus dominios en Orte desde donde pidió ayuda a los mercenarios húngaros, mas estos se cambiaron al bando de Juan X y lo asesinan.
Marozia se encontró entonces en una situación de debilidad que resolvió casándose con el marqués Guido de Toscana, de cuya unión nacería Berta de Lucca. En ese mismo año, el trono de Italia quedó vacante al fallecer Berengario I. La elección de su sucesor provocó un nuevo enfrentamiento entre Marozia y el papa Juan X, ya que mientras el papa apoyaba como candidato al trono a Hugo de Borgoña, Marozia prestó su apoyo a Hugo de Arlés, hermanastro de su segundo marido. Tras la muerte de Teofilacto I en 925, en 926 con la entronización de Hugo de Arlés el enfrentamiento se resolvió esta vez a favor de Marozia y de su marido Guido, el cual se dirigió a Roma al frente de un ejército y tras deponer al papa lo encarceló hasta su muerte en 928.

## Caída

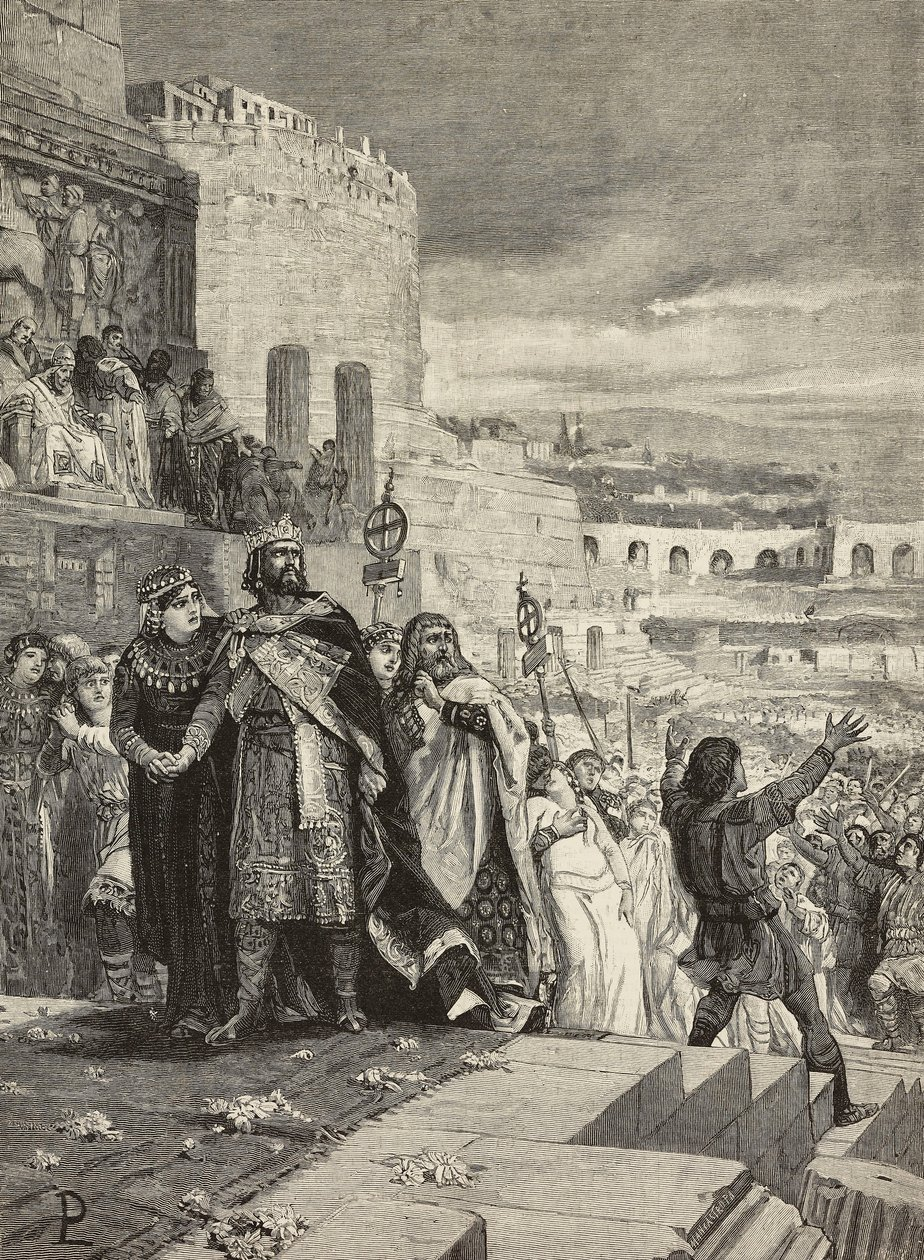
Boda de Marozia con Hugo de Arlés

En 929 fallece Guido de Toscana y Marozia decide casarse con su cuñado, el hermanastro de su difunto marido y rey de Italia, Hugo de Arlés, para lo cual deben anular el matrimonio de Hugo ya que este se encontraba casado. La anulación matrimonial la consiguió fácilmente ya que el papa que entonces regía la Iglesia era Juan XI, el propio hijo de Marozia a quien había hecho elegir en 931. 
El nuevo matrimonio se celebra en 932 y provocó la rebelión del otro hijo de Marozia, Alberico II el Joven, el cual expulsó de Roma a su nuevo padrastro, tomó el poder y mandó encarcelar, en el castillo de Sant'Angelo, a su madre y a su hermanastro el papa Juan XI quien murió en 935.
En dicha prisión permanecerá hasta la muerte, en 954, de Alberico II de donde fue trasladada a un convento en el cual falleció en 955. Fue enterrada en el monasterio de los Santos Ciriaco y Nicola en la Vía Latina.

## Marozia en la cultura popular
- Las novelas históricas "El evangelio de Venus" de Alfonso S. Palomares y "Una mujer como tantos: Marozia emperatriz" de Alejandro Volnié, están dedicados a este personaje.
- Existe un mini-documental italiano de 17 minutos titulado "Marozia, l’amante dei papi" que dramatiza su vida.